# The Power to Believe
Albums de King Crimson
Happy with What You Have to Be Happy With
(2002) EleKtrik: Live in Japan
(2003)
The Power to Believe est le treizième album studio du groupe britannique King Crimson. Il est sorti en 2003 chez Sanctuary Records.
La composition du groupe est identique à celle de son album précédent, the construKction of light, sorti en 2000 : Robert Fripp, Adrian Belew, Trey Gunn et Pat Mastelotto.
Les chansons Eyes Wide Open et Happy with What You Have to Be Happy With ont d'abord paru dans des versions alternatives sur le maxi de 2002 Happy with What You Have to Be Happy With.

## Titres
Toutes les chansons sont écrites et composées par Adrian Belew, Robert Fripp, Trey Gunn et Pat Mastelotto.
| No  | Titre                                              | Durée |
| --- | -------------------------------------------------- | ----- |
| 1.  | The Power to Believe I: A Cappella                 | 0:44  |
| 2.  | Level Five                                         | 7:17  |
| 3.  | Eyes Wide Open                                     | 4:08  |
| 4.  | EleKtriK                                           | 7:59  |
| 5.  | Facts of Life (Intro)                              | 1:38  |
| 6.  | Facts of Life                                      | 5:05  |
| 7.  | The Power to Believe II: Power Circle              | 7:43  |
| 8.  | Dangerous Curves                                   | 6:42  |
| 9.  | Happy with What You Have to Be Happy With          | 3:17  |
| 10. | The Power to Believe III : Deception of the Thrush | 4:09  |
| 11. | The Power to Believe IV: Coda                      | 2:29  |

## Musiciens
- Robert Fripp : guitare
- Adrian Belew : guitare, chant
- Trey Gunn : Warr guitar, talker
- Pat Mastelotto : batterie, batterie électronique